# レザル (ドゥー＝セーヴル県)
レザル （Les Alleuds）は、フランス、ヌーヴェル＝アキテーヌ地域圏、ドゥー＝セーヴル県のかつてのコミューン。
2017年1月1日より、レザルはグルネー＝ロワゼと合併しコミューン・ヌーヴェルのアロワネー（fr）となる。

## 由来
aleuまたはalleuは、おそらくフランク語語源のal-od（全所有権）からきている。どんな賦課金もかからない世襲のドメーヌであることを意味し、封建法の柱の一つである封土の反対語である。

## 人口統計
| 1962年 | 1968年 | 1975年 | 1982年 | 1990年 | 1999年 | 2008年 | 2013年 |
| ------ | ------ | ------ | ------ | ------ | ------ | ------ | ------ |
| 410    | 400    | 366    | 339    | 307    | 285    | 289    | 273    |

参照元:1962年から1999年までは複数コミューンに住所登録をする者の重複分を除いたもの。それ以降は当該コミューンの人口統計によるもの。1999年までEHESS/Cassini、2004年以降INSEE。